# Selliguea elmeri
Selliguea elmeri är en stensöteväxtart som först beskrevs av Edwin Bingham Copeland, och fick sitt nu gällande namn av Ren-Chang Ching. Selliguea elmeri ingår i släktet Selliguea och familjen Polypodiaceae. Inga underarter finns listade.